# 金秉真
金秉真（1923年-？），女，北京人。1945年毕业于辅仁大学物理系。曾先后两次任天津市耀华中学校长。先后兼任天津市教育局咨询委员会委员、天津市物理学会理事、天津市教育学会理事、天津市关心下一代工作委员会教育委员会委员等。